# Viscum tuberculatum
Viscum tuberculatum là một loài thực vật có hoa trong họ Santalaceae. Loài này được A.Rich. miêu tả khoa học đầu tiên năm 1848.